# Lerista allochira
Lerista allochira là một loài thằn lằn trong họ Scincidae. Loài này được Kendrick mô tả khoa học đầu tiên năm 1989.